# Еверглејдс (Флорида)
Еверглејдс (енгл. Everglades) град је у америчкој савезној држави Флорида. По попису становништва из 2010. у њему је живело 400 становника.

## Демографија
Према попису становништва из 2010. у граду је живело 400 становника, што је 79 (16,5%) становника мање него 2000. године.
| Група             | 2000.       | 2010.       |
| Белци             | 454 (94,8%) | 336 (84,0%) |
| Афроамериканци    | 4 (0,8%)    | 3 (0,8%)    |
| Азијати           | 2 (0,4%)    | 0 (0,0%)    |
| Хиспаноамериканци | 19 (4,0%)   | 45 (11,3%)  |
| Укупно            | 479         | 400         |